# Moto Guzzi Dingo-serie
De Moto Guzzi Dingo was een bromfiets die door Moto Guzzi in een groot aantal versies werd geproduceerd van 1963 tot 1976.

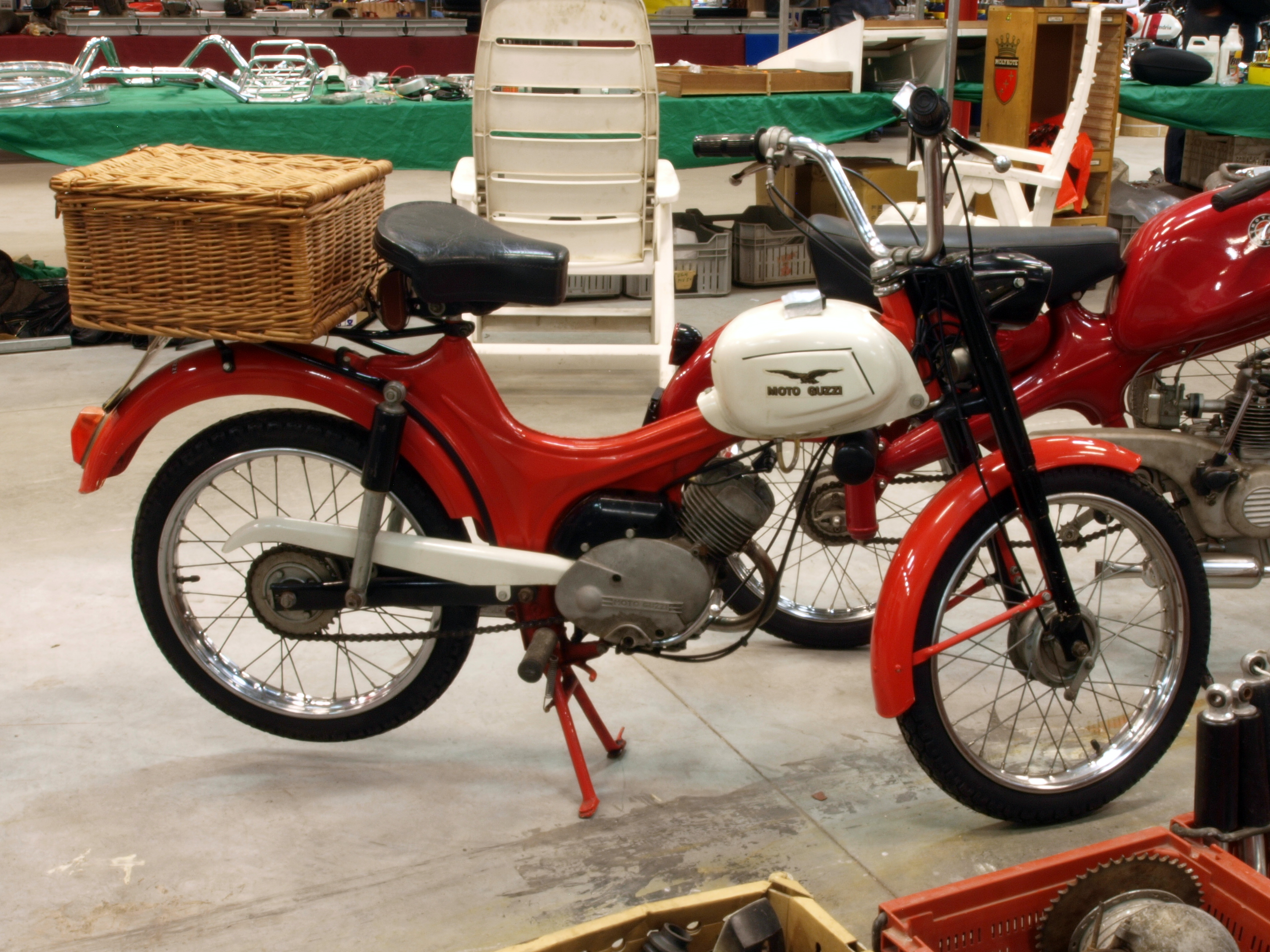

## Voorgeschiedenis
Moto Guzzi was al meteen na de Tweede Wereldoorlog begonnen met de productie van kleine tweetaktmotorfietsjes en scooters. In de loop van de jaren vijftig was vrijwel de hele Europese motorfietsindustrie in moeilijkheden gekomen door de opkomst van de kleine auto en de scooter. Bromfietsen werden overal populair, en er waren zelfs veel fabrikanten buiten Italië die bromfietsen gingen produceren die volledig waren samengesteld uit Italiaanse componenten. Italiaanse bromfietsen waren populair vanwege hun sportieve vormgeving en de Italiaanse jeugd was er ook dol op. Ze zaten in een categorie die niet hoefde de concurreren met de lichte auto. Een Fiat 500 kostte in die tijd 400.000 Italiaanse lire, een Moto Guzzi Dingo slechts 80.000 lire.

## Dingo Turismo (50-3 Marce en 50-3V)
De Dingo Turismo verscheen in 1963. Het was een bromfiets met een brugframe uit plaatstaal, met een zweefzadel en een kleine, eivormige tank. Er was een eenvoudige rijwindgekoelde tweetaktmotor met drie handgeschakelde versnellingen toegepast. Aan de voorkant zat een telescoopvork en achter twee veer-demperelementen met hydraulische schokdempers. De Turismo had pedalen en was een eenvoudige bromfiets voor woon-werkverkeer. In 1968 kreeg de Turismo een licht gewijzigd uiterlijk en in 1971 veranderde men de naam in 50-3 Marce (50 cc, 3 versnellingen) en in 1973 veranderde de naam opnieuw, ditmaal in 50-3V. De productie eindigde in 1975.

## Dingo Sport
De Sport was eigenlijk vrijwel identiek aan de Turismo, maar door de doorlopende benzinetank en het duozadel zag hij eruit als een lichte motorfiets. Ook de Sport had drie handgeschakelde versnellingen, maar geen pedalen. Hij werd gestart met een kickstarter. De Sport werd geproduceerd van 1963 tot 1967.

## Dingo Super
De Dingo Super loste in 1966 de Sport af. Er werd vanaf 1967 nu een heel nieuw frame toegepast: een uit buizen opgetrokken dubbel wiegframe dat over het blok heen liep. Daardoor ontstond een ruimtelijk effect waardoor de machine er lichter uitzag. De Dingo Super had vanaf 1967 vier voetgeschakelde versnellingen.

## Dingo Cross
De Dingo Cross verscheen ook in 1966, en in 1967 werden dezelfde wijzigingen aan frame en versnellingsbak aangebracht als bij de Super. De Cross was een lichte terreinmotor en hij kreeg prima promotie toen sportman en journalist Roberto Patrignani er in 1967 Afrika van noord naar zuid mee doorkruiste. In de loop van de jaren kreeg de machine nog een aantal kleine uiterlijke wijzigingen, tot de productie in 1975 eindigde. In 1970 kreeg de Sport de nieuwe motor die ook bij de Gran Turismo en de Super Sport werd toegepast.

## Dingo Gran Turismo
De Dingo GT (Gran Turismo) verscheen in 1967 met de voetgeschakelde vierversnellingsbak. Hij leek op de Super, maar er was een eenpersoons zadel en een bagagerek aangebracht. In 1970 kreeg de Gran Turismo de nieuwe 50 cc motor met iets andere koelribben, een ander carter en een andere versnellingsbak.

## Dingo Super Sport
In 1970 ondergingen alle Dingo modellen een aantal wijzigingen die in lijn waren met de modernisering van de Stornello-modellen. Maar de 50cc-motor werd ook vernieuwd, zoals hierboven bij de Gran Turismo beschreven. De Super Sport deed zijn naam eer aan, het was een bijzonder sportief eenzittertje met een laag stuur.

## Dingo 50 MM
De Dingo mm kwam in 1970 op de markt. Het was een versnellingsloze versie van de Turismo.MM stond dan ook voor "Monomarcia" (één versnelling). Daarvoor was een centrifugaalkoppeling toegepast.
 

## Technische gegevens
| Moto Guzzi Dingo       | Turismo/50-3 Marce/50-3V               | Sport                                  | Super                                  | Cross                                  | Gran Turismo                           | Super Sport                            | 50 MM                                  |
| ---------------------- | -------------------------------------- | -------------------------------------- | -------------------------------------- | -------------------------------------- | -------------------------------------- | -------------------------------------- | -------------------------------------- |
| Periode                | 1963-1975                              | 1963-1967                              | 1966-1969                              | 1966-1975                              | 1967-1975                              | 1970-1975                              | 1970-1975                              |
| Categorie              | Bromfiets                              | Bromfiets                              | Bromfiets                              | Bromfiets                              | Bromfiets                              | Bromfiets                              | Bromfiets                              |
| Motortype              | Tweetaktmotor                          | Tweetaktmotor                          | Tweetaktmotor                          | Tweetaktmotor                          | Tweetaktmotor                          | Tweetaktmotor                          | Tweetaktmotor                          |
| Bouwwijze              | Dwarsgeplaatste eencilinder            | Dwarsgeplaatste eencilinder            | Dwarsgeplaatste eencilinder            | Dwarsgeplaatste eencilinder            | Dwarsgeplaatste eencilinder            | Dwarsgeplaatste eencilinder            | Dwarsgeplaatste eencilinder            |
| Cilinder               | Aluminium                              | Aluminium                              | Aluminium                              | Aluminium                              | Aluminium                              | Aluminium                              | Aluminium                              |
| Cilinderkop            | Aluminium                              | Aluminium                              | Aluminium                              | Aluminium                              | Aluminium                              | Aluminium                              | Aluminium                              |
| Carburateur            | Dell'Orto SHA 14.9                     | Dell'Orto SHA 14.9                     | Dell'Orto SHA 14.9                     | Dell'Orto SHA 14.9                     | Dell'Orto SHA 14.9                     | Dell'Orto SHA 14.9                     | Dell'Orto SHA 14.9                     |
| Ontsteking             | Vliegwielmagneet                       | Vliegwielmagneet                       | Vliegwielmagneet                       | Vliegwielmagneet                       | Vliegwielmagneet                       | Vliegwielmagneet                       | Vliegwielmagneet                       |
| boring                 | 38,5 mm                                | 38,5 mm                                | 38,5 mm                                | 38,5 mm                                | 38,5 mm                                | 38,5 mm                                | 38,5 mm                                |
| slag                   | 42 mm                                  | 42 mm                                  | 42 mm                                  | 42 mm                                  | 42 mm                                  | 42 mm                                  | 42 mm                                  |
| Cilinderinhoud         | 48,9 cc                                | 48,9 cc                                | 48,9 cc                                | 48,9 cc                                | 48,9 cc                                | 48,9 cc                                | 48,9 cc                                |
| Smeersysteem           | Mengsmering 50:1                       | Mengsmering 50:1                       | Mengsmering 50:1                       | Mengsmering 50:1                       | Mengsmering 50:1                       | Mengsmering 50:1                       | Mengsmering 50:1                       |
| Compressieverhouding   | 7,5:1                                  | 7,5:1                                  | 7,5:1                                  | 7,5:1                                  | 7,5:1                                  | 7,5:1                                  | 7,5:1                                  |
| Max. Vermogen          | 1,4 pk bij 4.800 tpm                   | 1,4 pk bij 4.800 tpm                   | 1,4 pk bij 4.800 tpm                   | 1,4 pk bij 4.800 tpm                   | 1,4 pk bij 4.800 tpm                   | 1,4 pk bij 4.800 tpm                   | 1,4 pk bij 4.800 tpm                   |
| Topsnelheid            | ca. 40 km/h                            | ca. 40 km/h                            | ca. 40 km/h                            | ca. 40 km/h                            | ca. 40 km/h                            | ca. 40 km/h                            | ca. 40 km/h                            |
| Primaire aandrijving   | Tandwielen                             | Tandwielen                             | Tandwielen                             | Tandwielen                             | Tandwielen                             | Tandwielen                             | Tandwielen                             |
| Koppeling              | Meervoudige natte platenkoppeling      | Meervoudige natte platenkoppeling      | Meervoudige natte platenkoppeling      | Meervoudige natte platenkoppeling      | Meervoudige natte platenkoppeling      | Meervoudige natte platenkoppeling      | Meervoudige natte platenkoppeling      |
| Versnellingen          | 3 Handgeschakeld                       | 3 Handgeschakeld                       | 4 Voetgeschakeld                       | 4 Voetgeschakeld                       | 4 Voetgeschakeld                       | 4 Voetgeschakeld                       | Automaat                               |
| Secundaire aandrijving | Ketting                                | Ketting                                | Ketting                                | Ketting                                | Ketting                                | Ketting                                | Ketting                                |
| frame                  | Brugframe                              | Brugframe                              | Dubbel wiegframe                       | Dubbel wiegframe                       | Dubbel wiegframe                       | Dubbel wiegframe                       | Dubbel wiegframe                       |
| Wielbasis              | 1.130 mm                               | 1.130 mm                               | Onbekend                               | Onbekend                               | Onbekend                               | Onbekend                               | Onbekend                               |
| Vering vóór            | Telescoopvork                          | Telescoopvork                          | Telescoopvork                          | Telescoopvork                          | Telescoopvork                          | Telescoopvork                          | Telescoopvork                          |
| Vering achter          | Swingarm met hydraulische schokdempers | Swingarm met hydraulische schokdempers | Swingarm met hydraulische schokdempers | Swingarm met hydraulische schokdempers | Swingarm met hydraulische schokdempers | Swingarm met hydraulische schokdempers | Swingarm met hydraulische schokdempers |
| Wielen                 | 18" x 1.20                             | 18" x 1.20                             | Onbekend                               | Onbekend                               | Onbekend                               | Onbekend                               | Onbekend                               |
| Banden                 | 18" x 2.00                             | 18" x 2.00                             | Vóór 18" x 2.00, achter 18" x 2.25     | Onbekend                               | 17" x 2.50                             | Onbekend                               | 16" x 2.25                             |
| Rem(men)               | Trommelrem vóór en achter              | Trommelrem vóór en achter              | Trommelrem vóór en achter              | Trommelrem vóór en achter              | Trommelrem vóór en achter              | Trommelrem vóór en achter              | Trommelrem vóór en achter              |
| Gewicht                | 48 kg                                  | 48 kg                                  | Onbekend                               | Onbekend                               | Onbekend                               | Onbekend                               | Onbekend                               |
| Tankinhoud             | Onbekend                               | 6,5 Liter                              | Onbekend                               | Onbekend                               | Onbekend                               | Onbekend                               | Onbekend                               |